# Solea
Solea is een geslacht van straalvinnige vissen uit de familie van eigenlijke tongen (Soleidae). Het geslacht is voor het eerst wetenschappelijk beschreven in 1806 door Quensel.

## Soorten
- Solea aegyptiaca Chabanaud, 1927
- Solea capensis Gilchrist, 1902
- Solea elongata Day, 1877
- Solea heinii Steindachner, 1903
- Solea ovata Richardson, 1846
- Solea senegalensis Kaup, 1858
- Solea solea Linnaeus, 1758 – Tong
- Solea stanalandi Randall & McCarthy, 1989